# 上ノ山城
上ノ山城（うえのやまじょう）は、長野県安曇野市豊科田沢にあった日本の城（山城）。標高768メートルにある。安曇野市指定史跡。別名は殿山城。

## 概要
光城の支城で、光城から田沢川（大沢口）を隔てて南方に対峙する。築城年代は不明。歴代城主は花村氏。戦国時代に上ノ山の尾根道を抑えるために築かれた城である。
全長45メートルの小規模な城であるが、3つの郭と土塁、石積みなど当時の形状をよく伝えている。また、南側に堀割の跡と考えられる窪地、西側に縦堀と考えられる溝も残っている。塩尻峠の戦いで武田晴信により光城が落城した1553年（天文22年）に、刈谷原城などとともに攻め落とされたものと思われる。